# 彼得三世 (俄罗斯)
彼得三世·費奧多羅維奇（羅馬化：Pyotr III Fyodorovich；1728年2月21日—1762年7月17日），原名卡尔·彼得·乌尔里希·冯·石勒苏益格-荷尔斯泰因-戈托普（德語：Karl Peter Ulrich von Schleswig-Holstein-Gottorf），1762年任俄罗斯帝国皇帝，荷尔斯泰因·戈托普的卡尔·腓特烈和安娜·彼得罗芙娜之子，彼得大帝的外孙。彼得三世本來是德意志人，幾乎不會說俄語。
彼得三世因伊丽莎白·彼得罗芙娜女皇无嗣，在1742年被挑选成为俄罗斯皇位继承人。同时，他因为父亲是瑞典国王卡尔十一世的外孙，也被瑞典选为王储，但因彼得已成为俄国皇储，瑞典只得作罢。
1762年彼得三世即位后，是为荷尔斯泰因-哥托普-罗曼诺夫王朝的开始。由於對普鲁士国王腓特烈二世的武功崇拜得五體投地，他刚即位便停止了于俄罗斯有利的七年战争，与腓特烈订立了攻守同盟。這個行為被稱為勃蘭登堡王室的奇蹟，讓普魯士起死回生，逃過一劫。彼得三世不僅不進攻普魯士，反過來命令年前攻佔普鲁士首都柏林的切爾尼謝夫將軍率領两萬俄軍援助普魯士，在腓特烈的麾下對奧地利作戰。彼得本人甚至表示過在腓特烈麾下作戰的願望。
彼得三世宣告解除贵族的服役义务，停止对非東正教信徒的迫害。可是由于没收修道院领地，强迫军队普鲁士化，对外把自己出身的荷尔斯泰因家族的利益置于俄罗斯国家利益之上，他引起了俄罗斯僧侣阶级、贵族和军人的反感。1762年6月28日，彼得三世在宫廷政变中被妻子（葉卡捷琳娜二世）废黜
。7月17日，已廢位的皇帝彼得三世被毒死（也有說是縊死），葉卡捷琳娜二世對外宣稱是消化不良而死，並撰寫回憶錄醜化彼得三世。
1796年女皇帝葉卡捷琳娜死後，夫妻倆的兒子保羅登基為全俄羅斯皇帝保羅一世。因為保羅一世的相貌與性格極端酷似其父，不久就在1801年被反對派暗殺（被人用枕頭悶死），俄羅斯皇帝之位由葉卡捷琳娜親自撫養的長孫亞歷山大一世（保羅一世的長子）繼承。